# Vadsbogymnasiet

Vadsbogymnasiet är en kommunal gymnasieskola i Mariestad, Mariestads kommun, Västra Götalands län.
Gymnasieskolan, som är en av kommunens två gymnasieskolor (den andra är Vänergymnasiet), erbjuder i dagsläget fjorton olika program i en blandning av studie- och yrkesförberedande utbildningar. 
På skolan går det idag cirka 800 elever. Just på grund av det stora antalet elever finns möjligheten att starta många språkgrupper och andra individuella val.
Vadsbogymnasiet har även idrottsutbildningar inom innebandy, ishockey och fotboll och gymnasiesärskola.

## Program (ej särskolan)
- Barn- och fritidsprogrammet
- El- och energiprogrammet
- Industritekniska programmet
- Samhällsvetenskapsprogrammet
- Bygg- och anläggningsprogrammet
- Försäljnings- och serviceprogrammet
- Marinteknikprogrammet
- Teknikprogrammet
- NIU/Idrottsspecialisering
- Ekonomiprogrammet
- Introduktionsprogrammen
- Naturvetenskapsprogrammet
- Vård- och omsorgsprogrammet